# Les Années volées
Pour plus de détails, voir Fiche technique et Distribution.
Les Années volées (Los años bárbaros) est un film espagnol réalisé par Fernando Colomo, sorti en 1998, basé notamment sur la biographie de Nicolás Sánchez-Albornoz, alors étudiant, l'un des scénaristes du film.

## Synopsis
Deux étudiants sont arrêtés pour des graffitis révolutionnaires, mais parviennent à s'évader avec l'aide de deux touristes américaines.

## Fiche technique
- Titre : Les Années volées
- Titre original : Los años bárbaros
- Réalisation : Fernando Colomo
- Scénario : Carlos López, José Ángel Esteban, Fernando Colomo et Nicolás Sánchez-Albornoz d'après le roman Otros hombres de Manuel Lamana
- Musique : Juan Bardem
- Photographie : Néstor Calvo
- Montage : Miguel Ángel Santamaría
- Production : Fernando Bovaira et Beatriz de la Gándara (producteurs délégués)
- Société de production : Sociedad General de Televisión, Fernando Colomo Producciones Cinematográficas, Mainstream, Canal+ España et Sogepaq
- Pays :  Espagne et  France
- Genre : Aventure et comédie dramatique
- Durée : 111 minutes
- Dates de sortie : 
  - Espagne : 11 septembre 1998
  - France : 17 mars 1999

## Distribution
- Jordi Mollà : Tomás
- Ernesto Alterio : Jaime
- Hedy Burress : Kathy
- Allison Smith : Susan
- Juan Echanove : Víctor Marquina
- Josep Maria Pou : Roa
- Samuel Le Bihan : Michel
- Álex Angulo : Máximo
- Pepón Nieto : Velasco
- Ana Rayo : Gloria
- Pepo Oliva : Requena
- Mario Vedoya : Matías
- Juli Mira : Virgilio
- Chema Mazo : Herrero
- Roger Delmont : Román

## Distinctions
Le film a été nommé pour quatre prix Goya.